# کان کاناک
کان کاناک (انگلیسی: Kaan Kanak؛ زادهٔ ۶ اکتبر ۱۹۹۰) بازیکن فوتبال اهل ترکیه است.
از باشگاه‌هایی که در آن بازی کرده‌است می‌توان به باشگاه فوتبال هاتای‌اسپور، باشگاه فوتبال آنکاراگوچو، و باشگاه فوتبال اسکی‌شهراسپور اشاره کرد.
وی همچنین در تیم ملی فوتبال زیر ۲۱ سال ترکیه بازی کرده‌است.